# Спрінгфілд Тауншип (округ Мерсер, Пенсільванія)
Спрінгфілд Тауншип (англ. Springfield Township) — селище (англ. township) в США, в окрузі Мерсер штату Пенсільванія. Населення — 1853 особи (2020).

## Демографія
Згідно з переписом 2010 року, у селищі мешкала 1981 особа в 743 домогосподарствах у складі 556 родин. Було 815 помешкань
Расовий склад населення:
| - 98,5 % — білих - 0,8 % — чорних або афроамериканців - 0,2 % — корінних американців - 0,2 % — азіатів |

До двох чи більше рас належало 0,3 %. Частка іспаномовних становила 0,8 % від усіх жителів.
За віковим діапазоном населення розподілялося таким чином: 24,4 % — особи молодші 18 років, 61,8 % — особи у віці 18—64 років, 13,8 % — особи у віці 65 років та старші. Медіана віку мешканця становила 41,3 року. На 100 осіб жіночої статі у селищі припадало 105,9 чоловіків;  на 100 жінок у віці від 18 років та старших — 104,0 чоловіків також старших 18 років.
Середній дохід на одне домашнє господарство  становив 63 339 доларів США (медіана — 50 750), а середній дохід на одну сім'ю — 70 659 доларів (медіана — 59 306). Медіана доходів становила 40 875 доларів для чоловіків та 27 039 доларів для жінок. За межею бідності перебувало 11,4 % осіб, у тому числі 18,6 % дітей у віці до 18 років та 3,0 % осіб у віці 65 років та старших.
Цивільне працевлаштоване населення становило 1015 осіб. Основні галузі зайнятості: освіта, охорона здоров'я та соціальна допомога — 23,4 %, виробництво — 16,0 %, будівництво — 11,4 %, роздрібна торгівля — 10,3 %.